# Napetost
Napetost ili stres (iz engleskog stress = tlak, napetost, latinskog: stringere: napeti) označava (po određenim vanjskim utjecajima, stresa) prouzrokovan psihološki i fiziološki odgovor (kod životinja i ljudi) na specifične zahtjeve da bi se omogućilo izdržati posebna fizička i mentalna opterećenja.

## Simptomi stresa
1936. godine liječnik Hans Selye skovao je termin kao posuđenicu iz fizike da bi opisao "nespecifičnu reakciju tijela na bilo koji zahtjev". Fiziološki simptomi su primjerice: crvenilo, znojenje, glavobolja, gubitak apetita, prekomjeran apetit, promjene raspoloženja, napetost, umornost, razdražljivost, plač, strah, agresivnost, nesanica, ograničavanje komuniciranja itd.
Stres je posljedica na ugodno ili neugodno opterećenje organizma, a iskazuje se stresnim reakcijama.
Stresne reakcije jesu psihološki, tjelesni ili ponašajni odgovori (srdžba, impulzivnost) koje ljudi pod stresom pokazuju.

## Uzroci stresa
- smrt bliskog člana obitelji
- razvod
- uhićenje
- lakša bolest
- vjenčanje
- gubitak radnog mjesta
- trudnoća
- smanjenje prihoda
- bračni spor
- obiteljske svađe

## Djelovanje stresa na organizam
Stresne reakcije na ljude djeluju vrlo negativno i pridonose razvoju mnogih bolesti, kako tjelesnih, tako i psiholoških poremećaja. Uz blage i prolazne poremećaje poput glavobolje, kratkotrajne nesanice, slabe anksioznosti, poremećaji se mogu pretvoriti u ozbiljne i trajne zbog kojih se razvije neka tjelesna bolest ili anksiozni poremećaj.
Dugotrajni stres poput brige za blisku bolesnu osobu, smanjuju razinu funkcioniranja imunološkog sustava, a čak i kratkotrajna stresna razdoblja (poput izlazaka na ispite), također djeluju na pad aktivnosti stanica imunološkog sustava koji djeluju u borbi protiv virusa i tumora (Kiecolt-Glaser i Glaser, 1992.).